# Шимонович, Иван
И́ван Шимо́нович (хорв. Ivan Šimonović; род. 2 мая 1959, Загреб, СР Хорватия, СФР Югославия) — хорватский дипломат, политик и юрист. Помощник Генерального секретаря ООН в области прав человека с 17 июля 2010 года, который возглавил офис Управления Верховного комиссара ООН по правам человека в Нью-Йорке.

## Образование
Окончил юридический факультет, имеет степень магистра в области государственного управления и политических процессов и степень доктора философии Университета Загреба. Был приглашён консультантом в Грацском и Йельском университетах. 

## Карьера
Был профессором юридического факультета Загребского университета и возглавлял кафедру правовой теории. Кроме того, он был заместителем декана и заместителем ректора по вопросам международного сотрудничества. Иван Шимонович — специалист в области международных отношений, права, прав человека, развития национальных институтов и выпустил большое количество соответствующих публикаций. Иван Шимонович в качестве эксперта входил в состав Комиссии Совета Европы за демократию через право (Венецианская комиссия) и Европейской комиссии против расизма и нетерпимости. Кроме того, он был представителем Хорватии в Международном суде ООН.
Министр юстиции Хорватии с 2008 по 2010 года. Раньше он был заместителем министра иностранных дел и постоянным представителем Хорватии при ООН в Нью-Йорке, где с 2001 по 2003 года он исполнял обязанности старшего вице-президента и президента Экономического и Социального Совета. 

## Семья
Женат, двое детей.